# Taonan (meteoryt)
Taonan – meteoryt kamienny należący do chondrytów oliwinowo-hiperstenowych L 5, którego spadek zaobserwowano w 1965 roku w chińskiej prowincji  Jilin. Całkowita masa meteorytu jaką obecnie dysponuje się wynosi 3,85 kg. Meteoryt Taonan jest jednym z siedmiu zatwierdzonych meteorytów znalezionych w tej prowincji.